# Тихонова, Роза Тихоновна
Ро́за Ти́хоновна Ти́хонова (2 ноября 1931—2009) — аппаратчик Новомосковского химкомбината, депутат Верховного Совета СССР. Герой Социалистического Труда (1971).

## Биография
Родилась 2 ноября 1931 года.
Работала старшим аппаратчиком на Новомосковском химкомбинате. Избиралась депутатом Верховного Совета СССР 8-го созыва (1970—1974).
Умерла в 2001 году в городе Новомосковске (Тульская область).

## Работы
- Тихонова Р. Т. Рабочий у власти: Записки депутата : (Литературная запись В. Рябинина). Советская Россия, 1972. 126 с.

## Награды и звания
- Герой Социалистического Труда (1983)
- почётный гражданин Новомосковска (1982)

## Память
В 2009 году на доме 39 по улице Комсомольская, где жила Роза Тихоновна, установлена мемориальная доска.